# Giovanni III del Monferrato
Giovanni III Paleologo (1362 – 25 agosto 1381) fu marchese del Monferrato dal 1378 fino alla morte.
Era il figlio secondogenito di Giovanni II del Monferrato (1321 – 1372) e di Elisabetta di Maiorca (1337 – 1406).

## Biografia
Giovanni III divenne marchese del Monferrato dopo la morte violenta del fratello Secondotto (circa 1360 – 1378). Dal 3 gennaio 1379 Giovanni III venne affiancato al governo dal cugino Ottone di Brunswick.
Desideroso di rivendicare il fratello e la dignità stessa del Marchesato, svergognata ignominiosamente dopo la fuga di Secondotto e la sua morte, Giovanni dichiarò guerra ai Visconti, ma fu costretto a siglare la pace ancora prima di incominciare, cedendo alle pressioni dell'antipapa avignonese Clemente VII che desiderava avere Ottone di Brunswick alla sua corte. Ottone siglò pertanto la pace e, prima di partire verso la corte di papa Clemente, decise di regolamentare i territori monferrini durante la sua assenza, temendo invasioni dai confinanti Visconti.
Per garantire la sopravvivenza del marchesato, Ottone lo pose sotto la protezione della Francia. Dovutosi però assentare lo stesso Giovanni III per seguire Ottone, che parteggiava per Giovanna I di Napoli contro Carlo III d'Angiò, alla corte di Napoli, le cose iniziarono a mettersi male.
In seguito alla proclamazione di Carlo III a re di Napoli ed alla successiva fuga di Giovanna I, Ottone e Giovanni si trovarono immersi in pieno nella guerra per la successione del regno, non potendo far ritorno in Monferrato. Il 25 agosto 1381 avvenne un violento scontro armato nel quale Ottone fu catturato dagli angioini e durante il quale il giovane marchese Giovanni III perse la vita.

## Ascendenza
|                             |                      |                         | Genitori                     |  |  | Nonni |  |  | Bisnonni               |  |  | Trisnonni              |  |
|                             |                      |                         |                              |  |  |       |  |  | Andronico II Paleologo |  |  | Michele VIII Paleologo |  |
|                             |                      |                         |                              |  |  |       |  |  | Andronico II Paleologo |  |  | Michele VIII Paleologo |  |
|                             |                      | Teodora Ducas Vatatzina |                              |  |  |       |  |  | Andronico II Paleologo |  |  |                        |  |
| Teodoro I del Monferrato    |                      |                         |                              |  |  |       |  |  | Andronico II Paleologo |  |  |                        |  |
|                             |                      | Violante di Monferrato  | Guglielmo VII del Monferrato |  |  |       |  |  |                        |  |  |                        |  |
|                             |                      | Violante di Monferrato  | Guglielmo VII del Monferrato |  |  |       |  |  |                        |  |  |                        |  |
|                             |                      | Violante di Monferrato  | Beatrice di Castiglia        |  |  |       |  |  |                        |  |  |                        |  |
| Giovanni II del Monferrato  |                      | Violante di Monferrato  |                              |  |  |       |  |  |                        |  |  |                        |  |
|                             |                      | Opizzino Spinola        | Corrado Spinola              |  |  |       |  |  |                        |  |  |                        |  |
|                             |                      | Opizzino Spinola        | Corrado Spinola              |  |  |       |  |  |                        |  |  |                        |  |
|                             |                      | Opizzino Spinola        | Argentina Fieschi            |  |  |       |  |  |                        |  |  |                        |  |
| Argentina Spinola           |                      | Opizzino Spinola        |                              |  |  |       |  |  |                        |  |  |                        |  |
|                             |                      | Violante di Saluzzo     | Tommaso I di Saluzzo         |  |  |       |  |  |                        |  |  |                        |  |
|                             |                      | Violante di Saluzzo     | Tommaso I di Saluzzo         |  |  |       |  |  |                        |  |  |                        |  |
|                             |                      | Violante di Saluzzo     | Luisa di Ceva                |  |  |       |  |  |                        |  |  |                        |  |
| Giovanni III del Monferrato |                      | Violante di Saluzzo     |                              |  |  |       |  |  |                        |  |  |                        |  |
|                             | Ferdinando d'Aragona | Giacomo II di Maiorca   |                              |  |  |       |  |  |                        |  |  |                        |  |
|                             | Ferdinando d'Aragona | Giacomo II di Maiorca   |                              |  |  |       |  |  |                        |  |  |                        |  |
|                             | Ferdinando d'Aragona | Esclarmonde di Foix     |                              |  |  |       |  |  |                        |  |  |                        |  |
| Giacomo III di Maiorca      | Ferdinando d'Aragona |                         |                              |  |  |       |  |  |                        |  |  |                        |  |
|                             |                      | Isabella di Sabran      | Isnardo di Sabran            |  |  |       |  |  |                        |  |  |                        |  |
|                             |                      | Isabella di Sabran      | Isnardo di Sabran            |  |  |       |  |  |                        |  |  |                        |  |
|                             |                      | Isabella di Sabran      | Margherita di Villehardouin  |  |  |       |  |  |                        |  |  |                        |  |
| Elisabetta di Maiorca       |                      | Isabella di Sabran      |                              |  |  |       |  |  |                        |  |  |                        |  |
|                             |                      | Alfonso IV di Aragona   | Giacomo II di Aragona        |  |  |       |  |  |                        |  |  |                        |  |
|                             |                      | Alfonso IV di Aragona   | Giacomo II di Aragona        |  |  |       |  |  |                        |  |  |                        |  |
|                             |                      | Alfonso IV di Aragona   | Bianca di Napoli             |  |  |       |  |  |                        |  |  |                        |  |
| Costanza d'Aragona          |                      | Alfonso IV di Aragona   |                              |  |  |       |  |  |                        |  |  |                        |  |
|                             |                      | Teresa di Entenza       | Gombaldo di Entenza          |  |  |       |  |  |                        |  |  |                        |  |
|                             |                      | Teresa di Entenza       | Gombaldo di Entenza          |  |  |       |  |  |                        |  |  |                        |  |
|                             |                      | Teresa di Entenza       | Costanza d'Antillón          |  |  |       |  |  |                        |  |  |                        |  |
|                             |                      | Teresa di Entenza       |                              |  |  |       |  |  |                        |  |  |                        |  |